# Gabrielle Onguéné
Gabrielle Aboudi Onguéné (Douala, 1989. február 25. –) kameruni női válogatott labdarúgó. A  CSZKA Moszkva támadója.

## Pályafutása

### A válogatottban
A kamerun női labdarúgás történetének első olimpiai gólját szerezte 2012-ben Londonban. A 2015-ös és a 2019-es világbajnokságon hazája mind a nyolc találkozóján pályára lépett és három találatot jegyzett.
Az Afrikai Nemzetek Kupáján két ezüst- és két bronzérmet szerzett.

## Sikerei, díjai

### Klubcsapatokban
Kameruni bajnok (3):
- Louves Yaoundé (3): 2009, 2010, 2011

 Orosz bajnok (2):
- Rosszijanka (1): 2016
- CSZKA Moszkva (1): 2019

 Orosz kupagyőztes (1):
- CSZKA Moszkva (1): 2017

### A válogatottban
Kamerun
- Afrikai Nemzetek Kupája ezüstérmes: 2014, 2016
- Afrikai Nemzetek Kupája bronzérmes: 2012, 2018